# Badr El Kaddouri
Badr El Kaddouri, arab. بدر القادوري (ur. 31 stycznia 1981 w Casablance) – marokański piłkarz, grający na pozycji lewego pomocnika, reprezentant Maroka.

## Kariera piłkarska

### Kariera klubowa
El Kaddouri pochodzi z Casablanci i tam też rozpoczął piłkarską karierę w klubie Wydad. W 2000 roku zadebiutował w jego barwach w pierwszej lidze marokańskiej. W 2001 roku zajął z tym klubem 7. miejsce w lidze oraz zdobył Puchar Maroka. Natomiast w 2002 roku wywalczył wicemistrzostwo Maroka, a także zdobył Puchar Zdobywców Pucharów Afryki, dzięki pokonaniu w finale ghańskiego Asante Kotoko (0:1, 2:1).
Latem 2002 El Kaddouri trafił na Ukrainę. Za 300 tysięcy euro przeszedł do tamtejszego Dynama Kijów. W sezonie 2002/2003 rozegrał tylko 4 ligowe spotkania, ale zdobył mistrzostwo Ukrainy, a także Puchar Ukrainy. W sezonie 2003/2004 częściej występował w pierwszym składzie (zaliczył 18 meczów i zdobył 1 gola) i po raz drugi z rzędu wywalczył mistrzostwo kraju. W 2005 roku Badr zostawał wicemistrzem Ukrainy i zdobywał Puchar Ukrainy, a w 2006 roku powtórzył oba osiągnięcia. Natomiast w 2007 roku wywalczył swój pierwszy w karierze dublet – mistrzostwo i puchar (10 meczów i 1 gol w tamtym sezonie). 31 sierpnia 2011 został wypożyczony do Celtic F.C. 31 stycznia 2013 za obopólną zgodą kontrakt został anulowany.
| Sezon   | Klub             | Kraj    | Rozgrywki               | Mecze | Bramki |
| ------- | ---------------- | ------- | ----------------------- | ----- | ------ |
| 2000/01 | Wydad Casablanca | Maroko  | GNF 1                   | 12    | 0      |
| 2001/02 | Wydad Casablanca | Maroko  | GNF 1                   | 26    | 0      |
| 2002/03 | Dynamo Kijów     | Ukraina | Wyszcza Liha            | 4     | 0      |
| 2003/04 | Dynamo Kijów     | Ukraina | Wyszcza Liha            | 18    | 1      |
| 2004/05 | Dynamo Kijów     | Ukraina | Wyszcza Liha            | 7     | 0      |
| 2005/06 | Dynamo Kijów     | Ukraina | Wyszcza Liha            | 15    | 0      |
| 2006/07 | Dynamo Kijów     | Ukraina | Wyszcza Liha            | 10    | 1      |
| 2007/08 | Dynamo Kijów     | Ukraina | Wyszcza Liha            | 17    | 1      |
| 2008/09 | Dynamo Kijów     | Ukraina | Wyszcza Liha            | 23    | 11     |
| 2009/10 | Dynamo Kijów     | Ukraina | Wyszcza Liha            | 8     | 0      |
| 2010/11 | Dynamo Kijów     | Ukraina | Wyszcza Liha            | 16    | 0      |
| 2011/12 | Dynamo Kijów     | Ukraina | Wyszcza Liha            | 3     | 0      |
| 2011/12 | Celtic FC        | Szkocja | Scottish Premier League | 6     | 1      |
| 2012/13 | Dynamo Kijów     | Ukraina | Wyszcza Liha            | 0     | 0      |

### Kariera reprezentacyjna
W reprezentacji Maroka El Kaddouri zadebiutował w 2002 roku. W 2004 roku był członkiem olimpijskiej kadry na Igrzyska Olimpijskie w Atenach. Marokańczycy nie wyszli wówczas z grupy. W 2006 roku został powołany na Puchar Narodów Afryki 2006, z którego Maroko odpadło w pierwszej rundzie. W 2008 roku znalazł się w drużynie Henriego Michela na Puchar Narodów Afryki 2008.

## Sukcesy i odznaczenia

### Sukcesy klubowe
- wicemistrz Maroka: 2002
- zdobywca Pucharu Maroka: 2001
- mistrz Ukrainy: 2003, 2004, 2007, 2009
- wicemistrz Ukrainy: 2005, 2006, 2008, 2010, 2011, 2012
- zdobywca Pucharu Ukrainy: 2003, 2005, 2006, 2007
- finalista Pucharu Ukrainy: 2008, 2011
- zdobywca Superpucharu Ukrainy: 2006, 2007, 2009, 2011
- finalista Superpucharu Ukrainy: 2005, 2008

### Sukcesy reprezentacyjne
- zdobywca Pucharu Zdobywców Pucharów Afryki: 2002